# Chó Magyar agár
Chó Magyar agár (viết tắt MA) là một giống chó. Đây là một giống chó có nguồn gốc từ Hungary và vùng đất trước đây thuộc về Đế quốc Áo-Hung (như Transylvania). Giống chó này được sử dụng để săn bắn, săn thỏ, và cũng được nuôi với mục đích đóng vai trò như một người bạn đồng hành.

## Lịch sử
Những con chó giống này có thể đi theo người Hungary đến Basin Carpathian và Transylvania vào thế kỷ thứ 10. Truyền thống nói với chúng ta rằng người Hungary (còn gọi là Magyar) đầu tiên đến ở phía đông bắc Hungary và vùng Great Alföld (Đồng bằng Hungary) cách đây hơn một nghìn năm. Các bằng chứng khảo cổ học sớm nhất về các con chó giống Magyar agár đã được tìm thấy trong dãy núi Carpathian dọc theo biên giới phía bắc và phía đông của Hungary. Hiện tại, người ta không biết liệu rằng giống chó Magyar agár có tồn tại trước khi các người Hungaary di cư đến lưu vực Carpathian hay không.
Mặc dù chúng sống trong vùng Great Alföld, chúng đã có một lịch sử săn bắn mạnh mẽ ở ba quận Szabolcs-Szatmár-Bereg, Hajdú-Bihar và Somogy. Cấu tạo của Magyar agár vẫn giữ nguyên từ thời Trung cổ đến thời hiện đại cho đến khi sự ra đời của loài chó săn thỏ trong thế kỷ 19.
Chó Magyar agár được lai tạo với mục đích chịu được các cuộc đua đường dài: rượt đuổi, thỏ hoặc hươu bị bắn bởi những tay đua ngựa trong một cánh đồng mở hoặc một khu rừng mở. Trong phần lớn lịch sử Hungary, Magyar agár không bị giới hạn trong giới quý tộc, mặc dù MA thuộc sở hữu của giới quý tộc với số lượng nhiều hơn nhiều so với những thành phần khác trong xã hội. "Magyar Agárs thuộc sở hữu của nông dân được gọi là Farm Agárs hoặc đơn giản là Hare Catchers. Những phiên bản nhỏ hơn của giống chó này hiện nay đã tuyệt chủng."